# キ60 (航空機)
川崎 キ60
試作2号機
- 用途：戦闘機
- 分類：重戦闘機
- 設計者：土井武夫
- 製造者：川崎航空機
- 運用者：日本陸軍
- 初飛行：1941年3月
- 生産数：3機
- 運用状況：試作のみ

キ60は、第二次世界大戦中に試作された日本陸軍の戦闘機である。開発・製造は川崎航空機、設計は土井武夫。

## 概要
1939年（昭和14年）、日本陸軍は、欧米各国の最新鋭戦闘機並の高速で重武装の本格的な重戦闘機の開発を企図した。開発は機体に載せる発動機を液冷式とすることにしたため、この形式の発動機に慣れているということで川崎に任されることになった。
発動機には日本製に適当な物がないことから、ドイツから輸入されたDB601A（出力1,100hp）が搭載されることになった。なお、後を追う形で開発されたキ61（後の三式戦闘機）は、これを国産化したハ40を搭載している（日本の液冷式発動機搭載機は発動機のトラブルに悩まされることが多かったが、本機はドイツから輸入したオリジナルのエンジンを搭載した為に発動機不調は発生しなかったといわれる）。

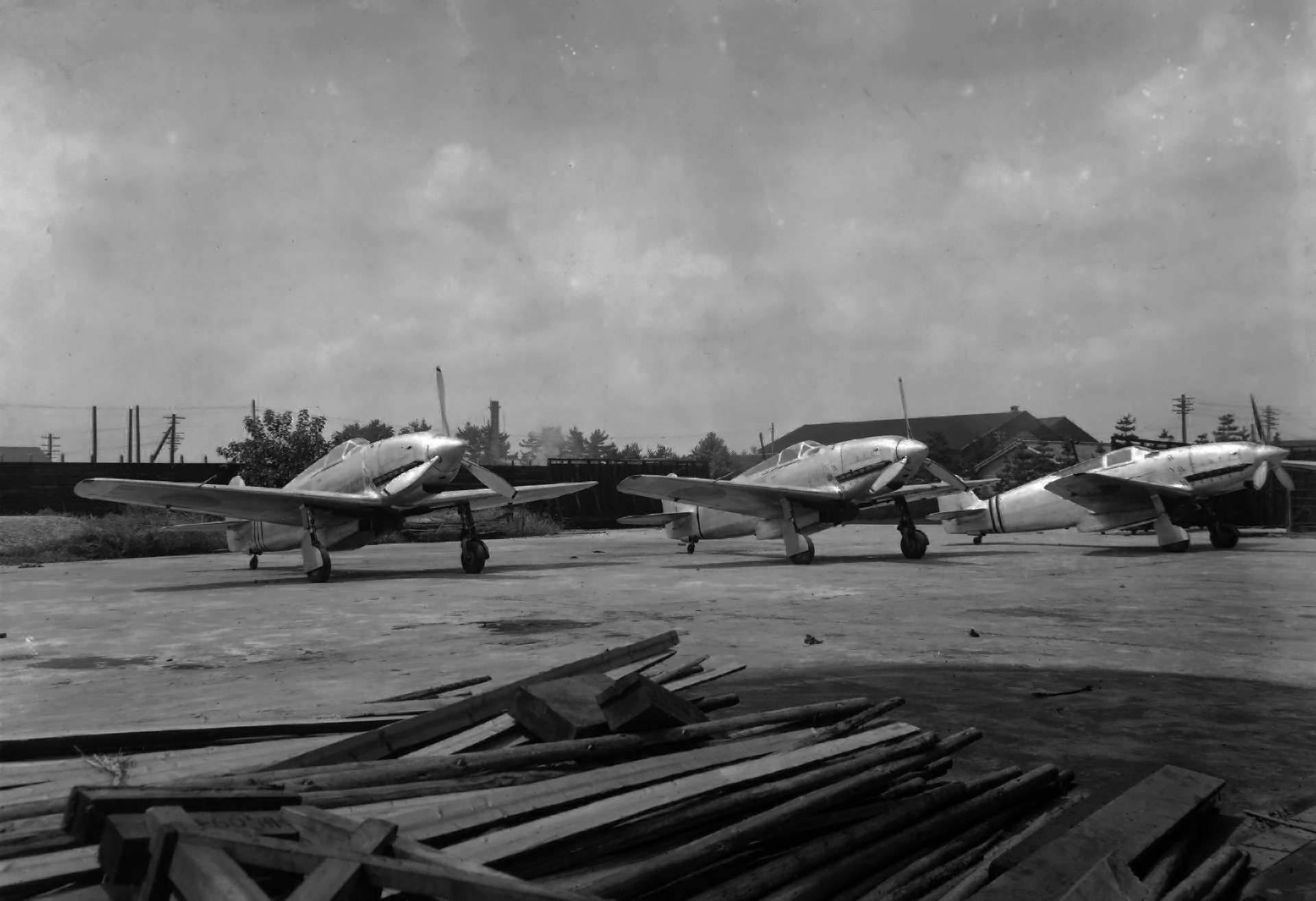
試作した全3機

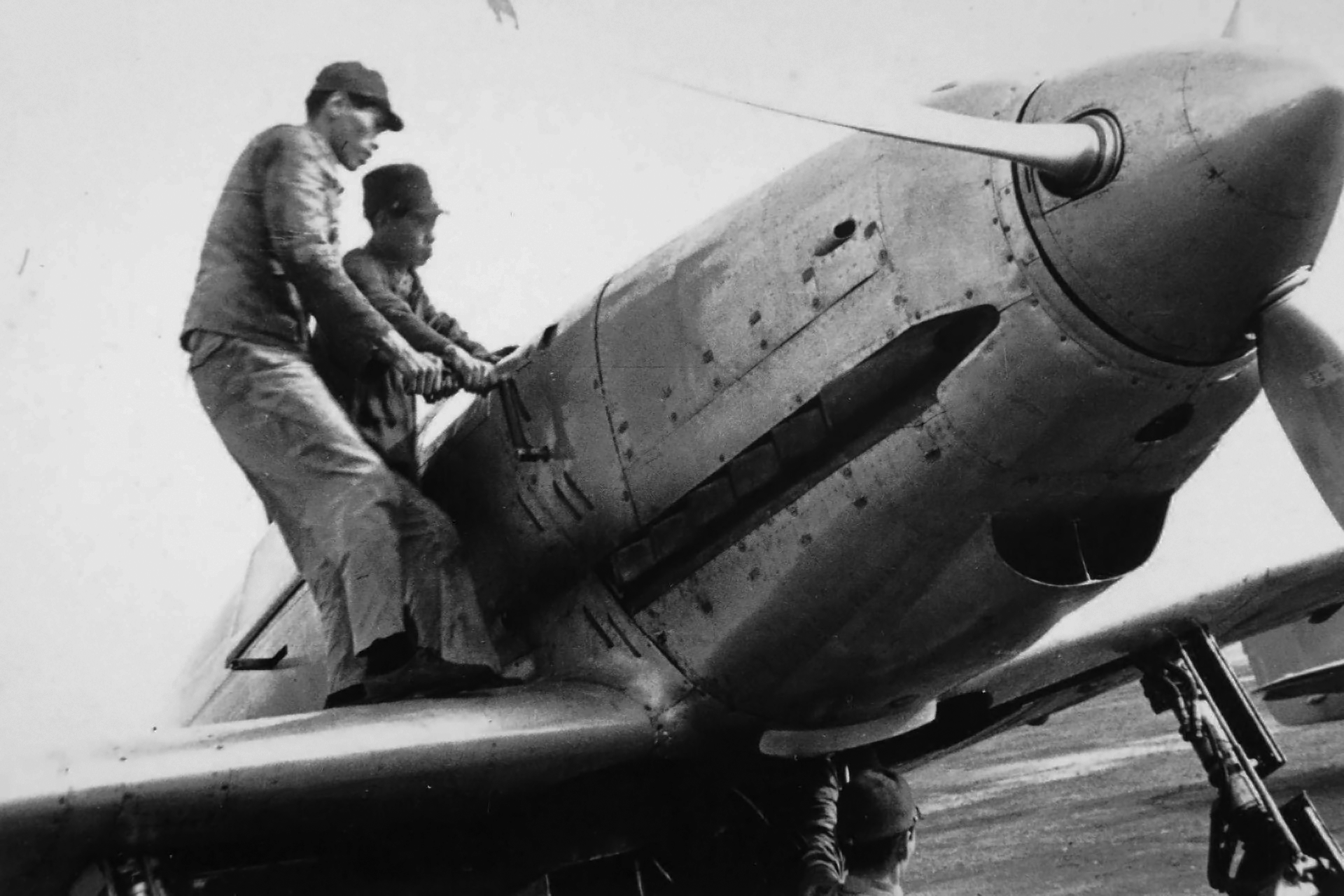
試運転中のキ60

キ60の試作機は、1941年（昭和16年）3月に完成した。液冷式発動機を搭載した先細りの機首や高速性追求のための高翼面荷重の機体は、おおよそ当時の日本製の機体のイメージとは異なるものだった。また武装は、12.7mm機銃×2挺と20mm機関砲×2門という当時の日本の戦闘機としては強力なものを備えていた。
1941年（昭和16年）6月、研究用に輸入されていたBf 109Eと中島製のキ44（後の二式単座戦闘機）との間で比較審査が行われたが、速度や操縦性は他の2機種より優れていたものの、水平加速性能と旋回性でキ44より劣り（ただしこれはキ44が装備した蝶型フラップを使用した場合であり、フラップを使用しない場合の格闘性能はキ60が上回っていた。）、DB601の整備にも手間がかかることがわかったため、陸軍ではキ44の開発を推進することになり、本機の開発は中止されることになった。その後の、1941年（昭和16年）12月に初飛行したキ61がキ60より速度と格闘性能で優れていたことも、本機の開発中止の一因と言われている。
総生産機数は試作機3機である。そのうち2機はキ44の増加試作機とともに独立飛行47戦隊に配備されたが、実戦に参加しないうちに2機とも事故で失われた。残りの1機は終戦時まで残存していた。
なお、萱場製作所製の実験用無尾翼機「ク4」にも「キ60」という計画番号が与えられていたとも言われている。

## 要目
- 全長：8.40 m
- 全高：2.75 m
- 全幅：9.78 m
- 主翼面積：16.21 m2
- 自重: 2,150 kg
- 全備重量：2,750 kg
- エンジン：ダイムラーベンツDB601A 出力 1,100hp
- 最大速度：560 km/h
- 実用上昇限度：10,000m
- 武装：12.7mm機関銃×2 20mm機関砲×2